# Кречетов, Андрей Дмитриевич
Андре́й Дми́триевич Кре́четов (1914—1945) — младший лейтенант Рабоче-крестьянской Красной Армии, участник Великой Отечественной войны, Герой Советского Союза (1944).

## Биография
Родился в 1914 году в селе Бычки (ныне — Дмитровский район Орловской области). Русский. Получил начальное образование, после чего был рабочим на одном из одесских заводов. 
В мае 1938 года был призван на службу в Рабоче-крестьянскую Красную Армию. Окончил школу младших командиров. С августа 1942 года — на фронтах Великой Отечественной войны. Принимал участие в боях на Донском, Степном и 2-м Украинском фронтах. Участвовал в Сталинградской и Курской битвах, освобождении Украинской и Молдавской ССР, Румынии и Венгрии. К октябрю 1943 года старший сержант Андрей Кречетов командовал отделением 250-го отдельного сапёрного батальона 116-й стрелковой дивизии 53-й армии Степного фронта. Отличился во время битвы за Днепр.
В период с 3 по 10 октября 1943 года отделение под командованием Андрея Кречетова переправило через Днепр к юго-востоку от Кременчуга 11 артиллерийских орудий, 12 пулемётов и 911 ящиков боеприпасов и 1027 бойцов и командиров. Его действия способствовали успешному захвату и удержанию плацдарма на западном берегу Днепра.
Указом Президиума Верховного Совета СССР «О присвоении звания Героя Советского Союза офицерскому, сержантскому и рядовому составу Красной Армии» от 22 февраля 1944 года за «образцовое выполнение боевых заданий командования при форсировании реки Днепр, развитие боевых успехов на правом берегу реки и проявленные при этом отвагу и геройство» был удостоен высокого звания Героя Советского Союза с вручением ордена Ленина и медали «Золотая Звезда» за номером 2542.
28 марта 1945 года погиб в бою за венгерский город Шарвар. Похоронен в Будапеште.
Был также награждён орденом Красной Звезды и рядом медалей.